# Parque Natural Municipal Lagoa do Parado
El parque natural Municipal Lagoa do Parado (en portugués: Parque Municipal Lagoa do Parado) es un parque natural localizado en el estado de Paraná, Brasil. Protege un área de pantanos rica en biodiversidad.

## Ubicación
El parque natural Municipal Lagoa do Parado se encuentra en el banco izquierdo del rio Cubatãozinho en el municipio de Guaratuba, Paraná, al pie de Serra do Mar; de aproximadamente 5 por 3 kilómetros (3.1 por 1.9 mi). El clima es tropical muy húmedo, sin estación seca definida. La temperatura media es por encima de los 30 °C (86F) en los meses más cálidos y por debajo de los 15 °C (59F ) en los más fríos.[2]
El lagoa es un río que inunda un enorme área verde en días lluviosos.[3] En los periodos más secos Lagoa do Parado se divide en Lagoa das Onças y Lagoa Baguary. Se puede llegar solo en embarcación, y el trayecto demora alrededor de una hora desde la ciudad de Guaratuba.[2] El parque aledaño  Saint-Hilaire/Lange National Park [3]
se encuentra dentro del  Área de Protección de medioambiente de Guaratuba [4]
y forma parte de las unidades de conservación de Lagamar Mosaic.[5]

## Entorno
La laguna tiene muchos caxeta árboles, una madera ligera utilizada para hacer zapatos, lápices, cucharas y elementos artesanales.
La laguna tiene abundantes peces, y es el sitio de cría marina más grande de la bahía Guaratuba.
Se forma un Pantanal, donde pájaros y animales pequeños salen en búsqueda de comida.[2]
Se dice que es el área con mayor biodiversidad en la costa de Paraná.[6]
Se pueden obeservar carpinchos en la laguna.[7]
Otros animales que habitan la zona son el yacaré overo, la paca común  y la dasyprocta, así como pájaros como herones, patos y los cororanes netropicales.[6]
La jacana común es un pájaro típico de los estanques y pantanos brasileros.
El hormiguerito pechinegro es inusual y está considerado en riesgo; se han identificado recientemente pequeñas especies trepadoras.[8]
En 2013 ICMBio, IBAMA, IAP y la Policía Medioambiental investigaron informes de caza ilegal, pesca y cosecha de palmito dulce en el parque.[3]